# Névadás Magyarországon
A névadás Magyarországon hosszú történelmi és kulturális hagyományokra tekint vissza. A magyar nevek általában két részből állnak: egy családnévből és egy utónévből (keresztnévből), ebben a sorrendben. Ez a gyakorlat eltér a legtöbb európai országétól, ahol az utónév megelőzi a családnevet.

## Történelmi áttekintés
A magyar névadási szokások alakulása szorosan összefügg a magyar történelem és kultúra fejlődésével:
- A honfoglalás korában és az azt követő évszázadokban az egynevűség volt jellemző.
- A 13-14. századtól kezdve jelentek meg a kéttagú nevek, amelyek fokozatosan váltak általánossá.
- A 16-17. századra alakult ki a ma is használatos családnév + utónév szerkezet.[1]

### Családnevek
A magyar családnevek kialakulása a 14-15. századra tehető. A családnevek eredetük szerint több csoportba sorolhatók:
- Apanévi eredetű nevek (pl. Péter, Mihály)
- Foglalkozásnevek (pl. Szabó, Molnár)
- Tulajdonságra utaló nevek (pl. Nagy, Kis)
- Származási helyre utaló nevek (pl. Szegedi, Budai)
- Nemzetiségre utaló nevek (pl. Német, Horvát)[1]

A családnevek öröklődése a 18. században vált törvényileg szabályozottá Magyarországon.

### Utónevek (keresztnevek)
Az utónevek választása Magyarországon szabályozott folyamat. A szülők csak olyan nevet adhatnak gyermeküknek, amely szerepel a Magyar Tudományos Akadémia által összeállított hivatalos utónévjegyzékben, vagy külön engedélyt kaptak a név használatára.
Az utónevek csoportosítása eredetük szerint:
- Magyar eredetű nevek (pl. Árpád, Csilla)
- Keresztény nevek (pl. János, Mária)
- Más nyelvekből átvett nevek (pl. Henrietta, Erik)
- Újkeletű nevek (pl. Míra, Nolen)[3]

## Névadási trendek
A névadási szokások folyamatosan változnak Magyarországon. Néhány jellemző trend:
- Régi magyar nevek újbóli népszerűsége (pl. Zalán, Csenge)
- Külföldi eredetű nevek terjedése (pl. Kevin, Kiara)
- Ritka és egyedi nevek keresése
- Második vagy harmadik keresztnév adása[3]

### Jogi szabályozás
A névadást Magyarországon törvények és rendeletek szabályozzák:
- A családi név öröklődését és az utónév választását az anyakönyvi eljárásról szóló 2010. évi I. törvény szabályozza.
- A hivatalos utónévjegyzéket a Magyar Tudományos Akadémia Nyelvtudományi Intézete gondozza.
- Új név felvételét vagy névváltoztatást a belügyminisztérium engedélyezhet.[4]